# Кеннеди, Мадж
Мадж Кеннеди (англ. Madge Kennedy, 19 апреля 1891 — 9 июня 1987) — американская актриса.

## Биография
Родилась в Чикаго, а в 1906 году переехала в Нью-Йорк, где планируя стать иллюстратором поступила в Студенческую художественную лигу. Там она стала принимать участие в местных театральных постановках, и со временем полностью погрузилась в театральное творчество. В 1912 году Кеннеди дебютировала на Бродвее, где за последующие несколько лет добилась популярности и признания критиков. В 1917 году актриса заключила контракт с киностудией «Goldwyn Pictures», и на несколько лет оставила сцену, появившись в ряде кинолент, среди которых «Цветущий ангел» (1920) и «Правда» (1920). Её успешная карьера в кино продлилась до конца 1920-х годов, после чего Кеннеди вернулась на Бродвей.
В 1927 году скончался первый супруг актрисы, Гарольд Болстер, сотрудник крупной финансовой организации в Нью-Йорке. После его смерти Кеннеди унаследовала все его состояние, насчитывавшее 500,000$. В 1934 году она во второй раз вышла замуж за актёра и радиоведущего Уильяма Б. Хенли-мл., после чего почти на два десятилетия отошла от актёрской карьеры.
В 1952 году Кеннеди вернулась на киноэкраны, став в последующие годы активно сниматься в кино и на телевидении. Среди фильмов тех лет с её участием такие картины как «Спасти брак» (1952), «Свадебный завтрак» (1956), «Жажда жизни» (1956), «Плавучий дом» (1958), «К северу через северо-запад» (1959) и «Загнанных лошадей пристреливают, не правда ли?» (1969). На телеэкранах у неё были постоянные роли в сериалах «Альфред Хичкок представляет» и «Предоставьте это Биверу». В 1965 году, после 33-летнего перерыва, Мадж Кеннеди вернулась на Бродвей в пьесе «Очень богатая женщина», где её коллегой была Рут Гордон, с которой её связывали многолетние дружеские отношения. Актёрская карьера Кеннеди продолжалась до 1976 году, когда на экраны вышел последний фильм с её участие — триллер «Марафонец», где актриса появилась в одном из эпизодов.
Последние годы жизни Мадж Кеннеди провела в калифорнийском городе Вудленд-Хиллз, где и умерла от дыхательной недостаточности в 1987 году в возрасте 96 лет. Её вклад в киноиндустрию США отмечен звездой на Голливудской аллее славы.